# HMS Offa (G29)
«Оффа» (G29) (англ. HMS Offa (G29) — військовий корабель ескадрений міноносець типу «O» Королівського військово-морського флоту Великої Британії за часів Другої світової війни.
«Оффа» закладений 15 січня 1940 на верфі компанії Fairfield Shipbuilding and Engineering Company, у Говані. 20 вересня 1941 увійшов до складу Королівських ВМС Великої Британії.
Есмінець взяв активну участь у бойових діях на морі в Другій світовій війні, бився у Північній Атлантиці, на Середземному морі, біля берегів Франції, Англії та Норвегії, супроводжував арктичні та атлантичні конвої. За проявлену мужність та стійкість у боях бойовий корабель заохочений дев'ятьма бойовими відзнаками.
У 1949 році переданий до складу Пакистанських ВМС, де отримав ім'я «Тарік»; 1959 року повернутий до Британії, де розібраний на брухт.

## Створення
Ескадрений міноносець «Оффа» належав до серії з восьми кораблів типу «O», що були першою партією цього типу кораблів, так званого «проміжного» типу есмінців, концепція якого склалася в Адміралтействі в 1938 році. Кораблі цього типу займали проміжне положення між великими «флотськими» есмінцями (кораблі типу «Трайбл») і швидкохідними ескортними кораблями типу «Хант».

## Дизайн, конструкція та озброєння
Корпус «Оффа» мав загальну довжину між перпендикулярами — 105 м, бімс — 10,7 м та осадку до 2,7 м. Водотоннажність бойового корабля становила: стандартна — 1 540 та повна — 2 250 довгих тонн відповідно. По бортах і днищу з носа до корми йшли безперервні стрингери, з'єднані зі шпангоутами. Близько 40 % довжини корабля займав півбак, який злегка піднімався до кліперного форштевня. Корма мала напівкруглу форму. На відміну від корпусів кораблів серії «J», серія «О» мала одинарне дно.
Головна енергетична установка становила два триколекторні Адміралтейських котли з пароперегрівником і два одноступінчатих редуктори, чотири двокорпусні парових турбіни Parsons. Дві турбіни (високого і низького тиску) і редуктор становили турбозубчатий агрегат. Розміщення ГЕУ — лінійне. Котли розміщувалися в ізольованих відсіках, турбіни — у загальному машинному відділенні, при цьому були відокремлені від турбін водонепроникною перегородкою. Робочий тиск пару — 21,2 кгс/см² (20,5 атм.), температура — 332 °С (630 °F).
Проектна потужність становила 40 000 к.с., що мало забезпечити максимальну швидкість ходу (при повному навантаженні) в 36,75 вузла (68 км/год). Запас палива зберігався в паливних танках, ємністю 472 тонни мазуту, що забезпечувало дальність плавання 3 850 миль (6 195 км) 20-вузловим ходом (37 км/год) або 5400 миль (8690 км) 15-вузловим ходом. Екіпаж корабля становив 175 офіцерів та матросів.
Корабельна артилерія головного калібру (ГК) есмінця «Оффа»: чотири 120-мм універсальних швидкострільних гармат QF Mark IX з довжиною ствола 45 калібрів у поодиноких установках CP Mk.XVIII по центральній осі корабля, що утворювали дві передні та дві кормові вогневі позиції. Максимальний кут піднесення +40°, зниження на −10°. Маса снаряда 22,7 кг, початкова швидкість — 807 м/с. Гармати мали швидкострільність 10-12 пострілів на хвилину. Боєзапас становив 250 пострілів на ствол.
Основу зенітного озброєння спочатку становили шість 20-мм автоматичні зенітних гармат «Ерлікон» та боєзапасом 500 снарядів на зенітну установку. Зенітні установки розміщувалися на крилах носової надбудови і кормового містка. Швидкострільність — 450 пострілів на хвилину (практична 250—300). Дальність стрільби при куті наведення 45 ° — 4 389 м, досяжність по висоті — 3 048 м. У реальних умовах бою дистанція відкриття вогню по повітряних цілях не перевищувала 900 м. Також на борту есмінця малась зчетверена 40-мм автоматична зенітна гармата QF 2 Mark VIII, яку моряки прозвали «пом-пом».
Торпедне озброєння складалося з одного чотиритрубного 21-дюймового (533-мм) торпедного апарату Mark IX, що розташовувався в кормовій частині корпусу на осьовій лінії. Дальність ходу торпеди на швидкості 36 вузлів становила 9 600 м, на 30 вузлах — 12 350 м. Заряд бойової частини торпеди — 340 кг тротилу.
Протичовнове озброєння есмінця складалося з 70 глибинних бомб, 4 бомбоскидачів на кормі і 2 бомбометів біля кормової надбудови. Глибинна бомба Mark VII (до 1939 року іменувалася Тип D) була прийнята на озброєння в 1918 році. Загальна вага — 182 кг, заряд вибухової речовини (аммотол) — 130 кг. Швидкість занурення становила 3 м/с. З 1940 року на бомби наварювали обважнювачі вагою 68 кг, що дозволило збільшити швидкість занурення до 5,1 м/с. Гідростатичний детонатор забезпечував максимальну глибину підриву 270 метрів.
З гідроакустичного обладнання на «Оффа» встановлювалася РЛС виявлення надводних цілей тип 271, що призначалася в першу чергу для виявлення в нічний час підводних човнів, які рушать у надводному положенні. Далекий повітряний огляд (до 35 км) проводився РЛС типу 291. Також есмінець оснастили РЛС керування вогнем типу 285. Цей 50-см радар (відомий на флоті як «риб'яча кістка»), в першу чергу, призначався для управління вогнем важкої зенітної артилерії, але міг використовуватися і для дії по надводних цілях. Для пошуку підводних човнів був активний гідролокатор ASDIC.

## Бойовий шлях

### 1941
Після завершення ходових випробувань у вересні 1941 року та введення до складу британського флоту, «Оффа» перейшов у Скапа-Флоу, де був прийнятий до складу Флоту метрополії.
31 жовтня, спільно з лідером «Онслоу», есмінцями «Орібі», «Брайтон» і крейсером «Шеффілд» забезпечував мінні постановки на «Північному баражі» в районі Фарерських островів.
На початку листопада він направлений до району Північно-Західних підходів для виконання завдань з охорони арктичних конвоїв до СРСР. З 17 по 27 листопада супроводжував конвой PQ 4 до входу в Кольську затоку.
Наприкінці грудня 1941 року, після повернення «Оффа» приєднався до групи кораблів, що брали участь у проведенні операції «Арчері» — рейді британських командос на Лофотенські острови. 27 грудня, під час операції на острів Вогсей у Согн-ог-Ф'юране, зведений загін з No. 2, 3, 4 та 6 підрозділів командос за підтримки авіації та флотилії завдав удару по тамтешньому німецькому гарнізонові, промислових об'єктах, складах та сховищах. Вояки затопили 8 німецьких кораблів. На німецькому тральщику «Fohn» британські командос захопили шифрувальний апарат «Енігма» з документацією. 31 грудня есмінець повернувся у район Північно-Західних підходів.

### 1942
1 березня 1942 року з порту Рейк'явіка до Мурманська у супроводі ближнього ескорту вирушив конвой PQ 12, який налічував 16 вантажних суден зі стратегічно важливими матеріалами та військовою технікою для Радянського союзу. 5 березня до них на посилення супроводу прибули легкий крейсер «Кенія» та есмінці «Оффа» і «Орібі». 3 та 5 числа з Рейк'явіка та зі Скапа-Флоу відповідно вийшли сили далекого океанського супроводження. У той же час з Росії вийшов назустріч конвой QP 8. Місцем рандеву для транспортних конвою та кораблів ескорту визначався норвезький острів Ян-Маєн. За даними британської розвідки на перехоплення транспортних конвоїв німці зібрали рейдову групу на чолі з лінкором «Тірпіц». Невдовзі після виходу німецького рейдера з норвезького фіорду підводний човен «Сівулф» виявив його у відкритому морі. Обидва угруповання кораблів здійснили спробу напасти на противника, але марно. Врешті-решт «Тірпіц» повернув додому, а 12 березня 1942 року конвой PQ 12 благополучно прибув до Мурманська, не втративши жодного корабля чи судна.
21 березня 1942 року «Оффа» включений до складу зворотного з Росії конвою QP 9. Есмінець разом з радянським есмінцем «Гремящий» та тральщиками «Госсамер», «Бритомарт», «Харрієр», «Гусар», «Найджер», «Спідвел» і «Шарпшутер» супроводжував 19 вантажних суден до Ісландії. Скористувавшись тим, що німці відволікли свою увагу на інший конвой — PQ 13, союзникам вдалось успішно виконати завдання та повернутись у порти приписки. Німецький підводний човен U-655 здійснив невдалу спробу атакувати транспорти, але був помічений та атакований тральщиком «Шарпшутер» і врешті-решт протаранений і потоплений.

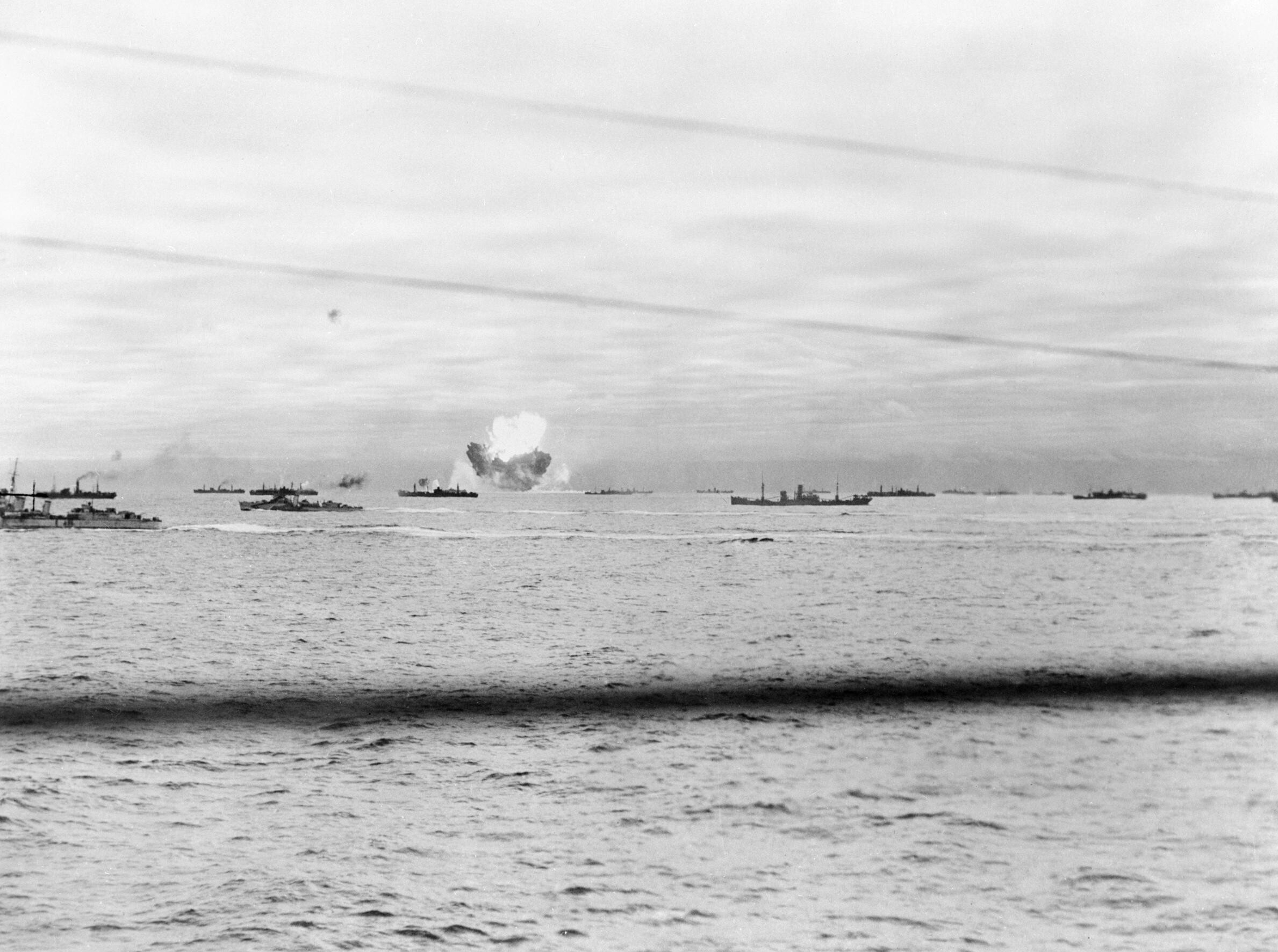
Вибух танкера від ураження противником. Арктичні конвої

10 квітня 1942 року корабель увійшов до ескорту конвою PQ 14, який очолювали лінкори «Кінг Джордж V» та «Герцог Йоркський» і зворотного конвою QP 10.
26 червня есмінець «Оффа» включений до сил безпосередньої охорони конвою PQ 17, який прямував з Ісландії до Архангельська, а згодом повертався з конвоєм QP 13 до Рейк'явіка. 4 липня Адміралтейство отримало повідомлення про вихід у море лінкора «Тірпіц» і перший морський лорд адмірал флоту Д.Паунд віддав наказ «Конвою розсіятися!», а супроводжуючі конвой бойові кораблі відкликали для перехоплення «Тірпіца», усі транспортні судна кинули напризволяще. Як з'ясувалося згодом, інформація про вихід німецького лінкора виявилася неточною, тоді як конвой, залишений без захисту, став легкою здобиччю німецьких підводних човнів і торпедоносців. Як наслідок, 22 транспорти та 2 допоміжних судна із складу конвою були потоплені.
На початку вересня 1942 року корабель включений до складу сил ескорту для супроводу арктичного конвою PQ 18, що доставляв за програмами ленд-лізу озброєння, військову техніку і важливі матеріали та майно до Радянського Союзу й під потужною охороною йшов до Архангельська.
«Оффа» діяв у складі далекого ескорту з 16 есмінців, який очолював крейсер «Сцилла». У ході переходу конвой зазнав численних нападів німецьких підводних човнів та літаків Люфтваффе. З 12 по 15 вересня 1942 року конвой піддався інтенсивній атаці 35 пікіруючих бомбардувальників Ju 88A-4 KG 30 та 42 торпедоносців KG 26 (I/KG 26 з 28 He 111H-6 та III/KG 26 з 14 Ju 88A-4). Тактикою дії німецьких літаків був одночасний та взаємоузгоджений напад торпедоносців та частки бомбардувальників на головні сили ескорту, які відволікали бойові кораблі від транспортних суден, і у цей час авіагрупа III/KG 26 потужною торпедною атакою, відомою як «золота гребінка», нищила беззахисні транспортники.
На фоні бомбардування кораблі та судна союзників одночасно атакували німецькі підводні човни. Частка з них була потоплена ескортом. Так, есмінець «Фолкнор» потопив U-88, «Імпульсів» — U-457 та «Онслоу» у взаємодії з палубною авіацією ескортного авіаносця «Евенджер» — U-589. Однак, попри затятий спротив кораблів ескорту, тільки за 12 вересня вісім суден з сорока було потоплено німцями. 14 вересня британський танкер MV «Ателтемлер» був пошкоджений внаслідок торпедної атаки U-457 і згодом затонув. Екіпаж «Оффа» взяв активну участь у порятунку постраждалих цього судна. Ще два транспортних судна затопила німецька авіація на підходах до Мурманської бухти. Загалом під час переходу загинуло 13 суден.
16 вересня есмінці «Оффа» та «Вітленд» і «Вілтон» приєдналися до головних сил флоту для супроводження конвою QP 14, що повертався з СРСР до Лох Ю у Шотландії. 65 бойових кораблів супроводжували невеличкий транспортний конвой з 17 суден. У цілому конвой втратив шість кораблів та суден, тільки один U-435 встиг потопити чотири союзних судна.
У листопаді 1942 року «Оффа» разом з есмінцями «Онслоу» та «Орібі» брав участь у підтримки висадки морського десанту на узбережжя Марокко.
Згодом він повернувся до Англії, де встав на ремонт.

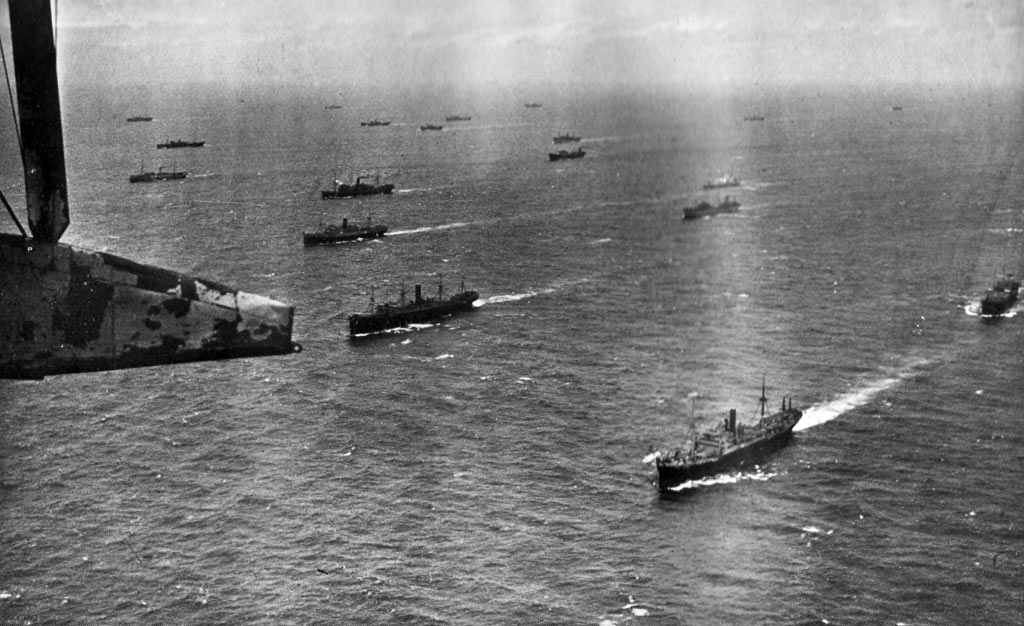
Атлантичний конвой з борту літака «Сандерленд».

### 1943
7 січня 1943 року есмінець вийшов до Ісландії, де увійшов до сил британського флоту, що супроводжували конвої до СРСР. З 17 по 27 січня він залучався до ескортування конвою JW 52 з 15 транспортників, які йшли до Кольської затоки. «Оффа» діяв у складі ескорту, який очолював лінкор «Енсон».
Наприкінці січня 1943 року «Оффа» вийшов від берегів Росії з есмінцями «Бігл», «Бульдог», «Форестер», «Ікарус», «Матчлес», «Мушкетер», «Онслот» та «Піорун», двома корветами й двома тральщиками, супроводжуючи конвой RA 52.
15 лютого 1943 року «Оффа» з есмінцями прикриття «Ікарус», «Метеор», «Мушкетер», «Онслот» та «Піорун» ескортував лінкори «Кінг Джордж V» і «Хау» та важкий крейсер «Бервік», що забезпечували перехід конвою JW 53 з 28 транспортних суден. 18 числа увесь ескорт конвою зосередився в Акурейрі, але, через екстремально суворі погодні умови легкий крейсер «Шеффілд», що отримав пошкодження, змушено повернули назад до Англії, а його місце у похідному ордері зайняв крейсер «Норфолк». 21 лютого конвой JW 53 вийшов від берегів Ісландії в напрямку на Мурманськ. 26 лютого конвой досяг Кольської затоки. Кораблі противника зустрінуті протягом переходу не були. Німецька авіація здійснила декілька млявих спроб атакувати транспортники з повітря, проте, тільки одне судно дістало незначних пошкоджень.
На початку березня 1943 року корабель брав участь у прикритті конвою RA 53, що повертався з Росії до Скапа-Флоу.
Протягом весни-літа виконував завдання з протичовнового патрулювання навколо узбережжя Британських островів, супроводжував конвої SC 123, HX 230, SC 126 і HX 233 у північних водах Атлантики. 6 травня 1943 року з есмінцями «Орібі» та «Відетт» атакували німецькі субмарини U-531 і U-266.
9 липня напередодні висадки десанту союзників на узбережжя Сицилії разом з крейсерами «Аврора» та «Пенелопі» й лідером «Інглефілд» брав участь в операції «Арсенал» — артилерійському обстрілі італійської Катанії на східному березі острову для відволікання сил противника.
Наступного дня й в подальшому «Оффа» брав участь в охороні лінкорів «Нельсон», «Родні», «Ворспайт» та «Веліант», крейсерів «Аврора», «Пенелопі», «Клеопатра», «Евріал» та авіаносця «Індомітебл», що з моря підтримували висадку морського десанту та протистояли спробам італійських ВМС зірвати морську операцію.
У серпні з есмінцем «Пітард» прикривав лінійні кораблі «Нельсон», «Родні» й крейсер «Орайон» під час їхнього обстрілу ворожих позицій біля Реджо-Калабрія в контексті підготовки операції до висадки XIII-го британського корпусу М.Демпсі.
З початком морської десантної операції з вторгнення на територію материкової Італії «Оффа» разом з крейсерами «Морішіес», «Орайон», моніторами «Еберкромбі», «Робертс» та «Еребус», есмінцями «Лойал» та «Піорун», канонерськими човнами «Ейфіс» та «Скараб» артилерійським вогнем підтримував британські війська. Вогнем корабельної артилерії прикривав дії союзних військ під час висадки в Салерно, за що був відзначений командуванням флоту.
У листопаді 1943 року «Оффа» супроводжував лінкори «Нельсон» та «Родні», з якими повернувся до Англії. Незабаром встав на ремонт.

### 1944
Після завершення ремонту 12 січня 1944 року «Оффа» з есмінцем «Севідж» здійснив перехід до Ісландії для підготовки для чергового конвою. 21 січня вийшов з Акурейрі з ескортною групою конвою JW 56A, що прямував до Кольської затоки. Транспортний конвой піддався атаці 10 німецьких субмарин. 25 січня U-278 вдалось потопити американське судно Penelope Barker (16 осіб загинуло, 56 врятувалось), есмінець «Обд'юрет» отримав серйозні пошкодження через торпедну атаку іншої субмарини U-360 й був змушений вийти з похідного ордеру конвою. 26 числа судно Andrew G. Curtin було потоплено U-716 (3 чоловіки загинуло, 68 врятовані «Інконстант»), Fort Bellingham спочатку дістав пошкоджень від влучення торпед U-360, а потім було затоплено U-957 (36 осіб загинуло, 35 врятовані «Оффа»; ще 2 особи взяті в полон німецькими підводниками).
3 лютого 1944 року повернувся до Британських островів з конвоєм RA 56, на який противник не впливав протягом переходу.
22 числа корабель вийшов до радянських портів у супроводження чергового конвою JW 57 на чолі з крейсером «Блек Прінс». 24 лютого у ході руху конвою суден німці вжили спроби атакувати підводними човнами транспорти та кораблі ескорту, однак контратакою есмінця «Кеппель» та торпедоносців «Сордфіш» з борту ескортного авіаносця «Чейсер» німецький U-713 був потоплений. Наступного дня есмінець «Махратта» був потоплений німецьким підводним човном U-990. У свою чергу літаючий човен «Каталіна» з бази у Саллом-Во виявив та потопив глибинними бомбами німецьку субмарину U-601.
Протягом березня 1944 року «Оффа» супроводжував ще конвої з Росії — RA 57 і RA 58 та знову до берегів Баренцевого й Білого морів — конвої JW 58 з 47 транспортних та вантажних суден.
29 березня фрегат «Старлінг» потопив підводний човен U-961. 31 березня літак з «Трекер» у взаємодії з есмінцем «Бігл» затопили ще одну субмарину U-355, а 2 квітня екіпаж есмінця «Кеппель» потопив реактивною установкою «Хеджхог» U-360. 3 квітня торпедоносець «Сордфіш» з авіаносця «Актівіті» завдав шкоди U-288, а згодом «Евенджери» та «Марлети» з «Трекер» остаточно потопили ворожий човен. Щонайменше 6 літаків-розвідників Люфтваффе було збито. 5 квітня конвой JW-58 без жодної втрати прибув до Архангельська.
20 квітня переведений разом з сістер-шипами «Онслот», «Опорт'юн» та «Орібі» до Плімута для подальшої підготовки до вторгнення в Нормандію.
28 квітня 1944 року «Оффа» з «Оруелл» та «Онслоу» вступили у перестрілку з торпедними катерами Крігсмаріне, які щойно атакували американський конвой десантно-висадочних засобів під час проведення ними в бухті Лайма поблизу Портленда тренування з висадки десанту. Раптова атака німців призвела до загибелі 946 американських військових.
З початком висадки морського десанту на французьке узбережжя забезпечував прикриття головних сил десанту у східній частині протоки Ла-Манш, патрулював прибережні райони, здійснював протичовнову розвідку районів зосередження десанту на транспортних засобах, сам неодноразового піддавався атакам з повітря. 19 вересня корабель повернувся до Скапа-Флоу.
У жовтні «Оффа» взяв участь в успішному проведенні конвою JW 61, який супроводжували ескортні авіаносці «Наірана», «Віндекс», «Трекер» та крейсер «Дідо». 2 листопада разом з конвоєм RA 61 повернувся до Лох Ю.
1 грудня есмінець «Оффа» у черговий раз брав участь в ескорті конвою JW 62, який супроводжували ескортні авіаносці «Наірана», «Кампаніа», крейсер «Беллона» та есмінці «Бігл», «Бульдог», «Кайзер», «Кембріан», «Кепріс», «Кассандра», «Кеппель», «Обідіент», «Онслот», «Орібі», «Онслоу», «Оруелл» та норвезький «Сторд». На зворотному шляху до Британії ескорт та літаки підтримки потопили німецькі човни U-387 і U-365.

### 1945
З нового року «Оффа» продовжував нести службу у складі Флоту метрополії, у лютому встав на плановий ремонт.
18 квітня 1945 року супроводжував конвой JW 66 до Росії. Зворотнім конвоєм RA 66 повернувся до Британії.
8 травня 1945 року після капітуляції Німеччини на Західному фронті «Оффа» проводив протимінні заходи в протоці Скагеррак для проходу в Копенгаген британських кораблів авіаносців «Серчер», «Трампітер» та крейсерів «Бірмінгем» і «Дідо» для приймання капітуляції німецького військово-морського гарнізону в Данії.

### Післявоєнний час
У післявоєнний час есмінець «Оффа» продовжував службу в лавах британського Королівського флоту. Брав участь в операції «Дедлайт» — знищенні захоплених німецьких підводних човнів. У вересні 1945 року переведений до кораблів Резерву флоту. 3 листопада 1949 року переданий до пакистанських ВМС і отримав нову назву «Тарік». Його сістер-шипи, есмінці, які також були передані Пакистану, «Тіпу Султан» (колишній «Онслоу») і «Тогрул-бек» (колишній «Онслот») були перероблені на протичовнові фрегати. «Тарік» прослужив 10 років і 10 липня 1959 року повернувся до Портсмута. Після чого його продали на брухт компанії BISCO, що займалась утилізацією військових кораблів. 13 жовтня 1959 року есмінець «Оффа» прибув на розбирання до Сандерленда.